# Indigofera arabica
Indigofera arabica är en ärtväxtart som beskrevs av Hippolyte François Jaubert och Édouard Spach. Indigofera arabica ingår i släktet indigosläktet, och familjen ärtväxter. Inga underarter finns listade i Catalogue of Life.